# Жданов, Анатолий Михайлович
Анатолий Михайлович Жданов — советский государственный,   хозяйственный 
и партийный деятель.

## Биография
Родился в 1917 году в Днепропетровске. Член КПСС. Окончил Молотовский Государственный университет в 1940 г.
После окончания университета  был направлен на работу в трест «Туймазнефть» Башнефтекомбината, где прошел все ступени профессионального роста, начиная с должности мастера участка по добыче нефти. В 1947 г. возглавил строительство комплекса сооружений для поддержания пластового давления путем заводнения. Для промышленной реализации процесса закачки пришлось решать целый комплекс технических и технологических проблем, поскольку этот метод применялся впервые. В результате – метод заводнения нашел широкое применение при разработке нефтяных месторождений в СССР.
В 1955 г.был назначен главным инженером, а затем начальником НПУ «Туймазанефть», в 1961 г. – директором Уфимского научно-исследовательского института. В 1963 г.  избрали секретарем Башкирского обкома КПСС по промышленности.  В 1965 г. был выдвинут на должность заместителя Министра нефтедобывающей промышленности СССР по кадрам. С 1970 года заместитель Министра  нефтяной промышленности СССР.
Умер в Москве в 2002 году.